# Pardosa tenera
Pardosa tenera este o specie de păianjeni din genul Pardosa, familia Lycosidae, descrisă de Thorell, 1899.
Este endemică în Camerun. Conform Catalogue of Life specia Pardosa tenera nu are subspecii cunoscute.